# 浪灰蝶屬
浪灰蝶屬（學名：Laeosopis）是線灰蝶亞科線灰蝶族裡的一個屬，物種分佈於古北界。